# Botel Racek

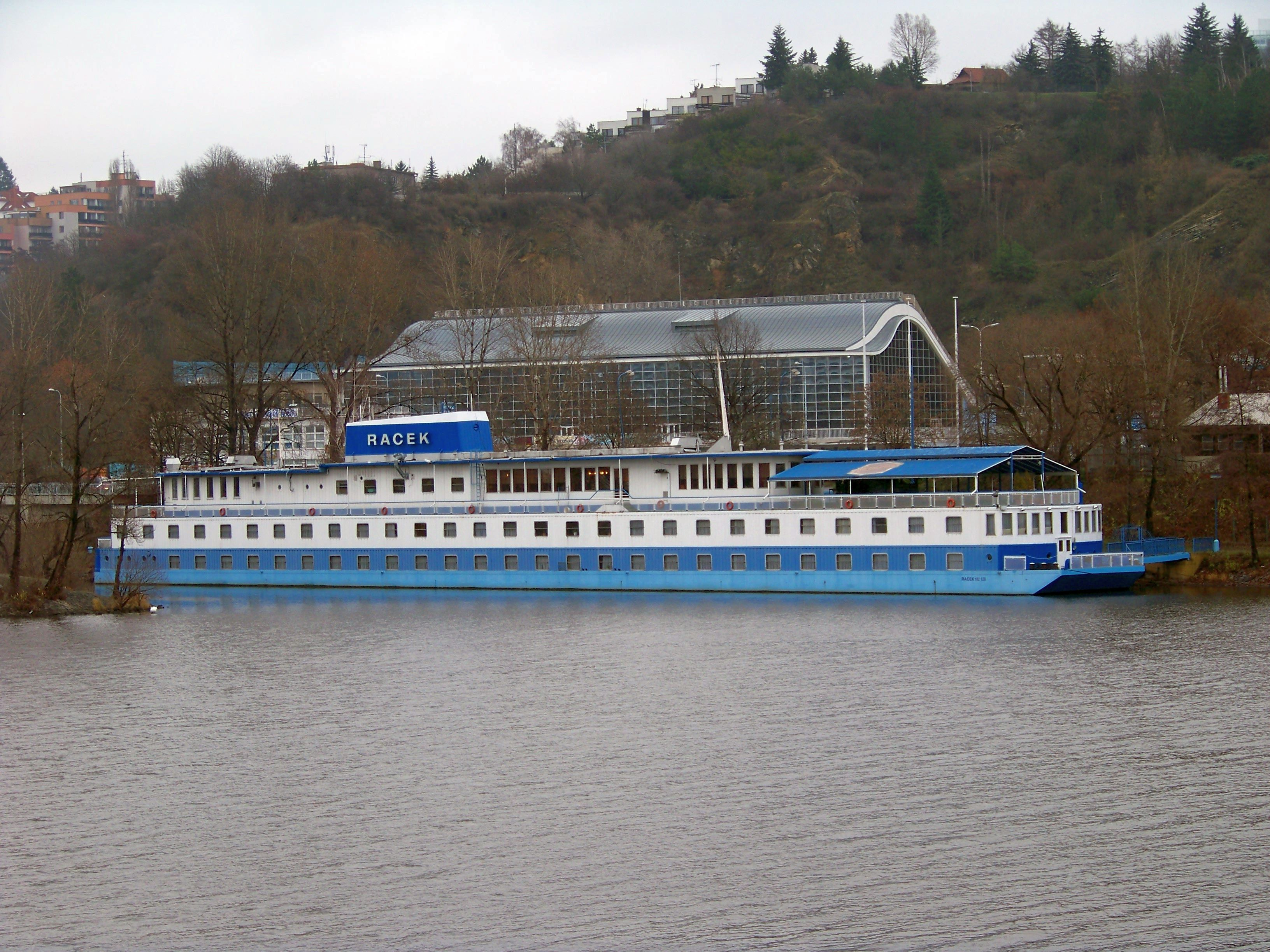
Botel Racek před plaveckým stadionem Podolí, v pozadí Kavčí hory

Botel Racek je tříhvězdičkový plovoucí hotel zakotvený od roku 1970 v Praze-Podolí, při pravé straně pravého ramene Vltavy mezi Veslařským ostrovem a Podolským nábřežím, ještě před mostem na Veslařský ostrov, v sousedství plaveckého stadionu Podolí, mezi tramvajovými zastávkami Kublov a Dvorce. Jako svou adresu uvádí „ulici“ Na dvorecké louce, oficiálně však takové pojmenování není uváděno.
Je podobného typu a od stejného českého výrobce jako botely Albatros a Admirál, má původní modrobílý nátěr. Stejně jako ostatní botely je napojen na městské inženýrské sítě.
Protože botel vězel v bahně a při nižším stavu vody se nakláněl, byl 27. listopadu 2007 poprvé ve své historii přemístěn, a to dočasně na několik dní asi o sto metrů proti proudu kvůli bagrování nánosů ze dna Vltavy. Kvůli přesunu byla krátkodobě zvýšena hladiny Vltavy o více než půl metru.